# Siran (Cantal)
Siran é uma comuna francesa na região administrativa de Auvérnia-Ródano-Alpes, no departamento de Cantal. Estende-se por uma área de 50,5 km². Em 2010 a comuna tinha 480 habitantes (densidade: 9,5 hab./km²).